# Sungai Orosan
Sungai Orosan is een bestuurslaag in het regentschap Padang Lawas Utara van de provincie Noord-Sumatra, Indonesië. Sungai Orosan telt 582 inwoners (volkstelling 2010).